# Chuniella tenella
Chuniella tenella är en djurart som tillhör fylumet slemmaskar, och som beskrevs av Ernest F. Coe 1954. Chuniella tenella ingår i släktet Chuniella och familjen Chuniellidae. Inga underarter finns listade i Catalogue of Life.